# 1989-es női labdarúgó-válogatottak európai tornája
Az 1989-es női labdarúgó-válogatottak európai tornája volt a mai női labdarúgó-Európa-bajnokság harmadik tornája. A négyes döntőt az NSZK-ban rendezték június 28-a és július 2-a között. A házigazda nyugatnémet csapat nyerte meg a tornát.

## Eredmények
A selejtezőből négy csapat jutott ki a tornára. Az elődöntő győztesei játszották a döntőt, a vesztesek a bronzéremért mérkőzhettek.

### Elődöntők
| 1989. június 28. |

| NSZK          | 1–1 (h. u.)                 | Olaszország  |
| ------------- | --------------------------- | ------------ |
| Neid 57'      | (1–1, 1–1, 1–1) Jegyzőkönyv | Vignotto 72' |
| Büntetőpárbaj |                             |              |
|               | 4–3                         |              |

| Leimbachstadion, Siegen |

| 1989. június 28. |

| Norvégia | 2–1         | Svédország |
| -------- | ----------- | ---------- |
|          | Jegyzőkönyv |            |

| Nattenberg Stadion, Lüdenscheid |

### Bronzmérkőzés
| 1989. június 30. |

| Svédország | 2–1 (h. u.) | Olaszország |
| ---------- | ----------- | ----------- |
|            | Jegyzőkönyv |             |

| Stadion an der Bremer Brücke, Osnabrück |

### Döntő
| 1989. július 2. |

| NSZK                               | 4–1               | Norvégia  |
| ---------------------------------- | ----------------- | --------- |
| Lohn 22' 36' Mohr 45' Fehrmann 73' | (3–0) Jegyzőkönyv | Grude 54' |

| Stadion an der Bremer Brücke, Osnabrück Nézőszám: 22 000 |

| Az 1989-es női labdarúgó-válogatottak európai tornájának győztese |
| ----------------------------------------------------------------- |
| NSZK 1. cím                                                       |